# 배내골 나들목
배내골 나들목(Baenaegol IC)은 경상남도 양산시 원동면 선리에 설치된 함양울산고속도로의 9번 교차로이다. 2020년 12월 11일에 개통되었다. 울산 방향 진입과 함양 방향 진출만 가능하다.

## 역사
- 2014년 6월 2일 : 2020년까지 나들목 신설을 위해 양산시 관리계획시설 교통광장에 원동면 선리 일원을 고시[1]
- 2017년 9월 12일 : 2020년까지 스마트톨링시스템 도입으로 인한 나들목 영업소 설치 부지 삭제[2]
- 2020년 12월 11일 : 함양울산고속도로 밀양 분기점 ~ 울주 분기점 개통과 함께 통행개시[3]

## 구조물 정보
배내골 일대가 상당히 협소한 지대인 관계로 복잡한 형태를 가지고 있다. 함양 방면 진출로에는 길이 245m의 곡선 형태를 가진 배내골나들목터널이 건설되었으며 다른 진출입로도 상당한 급커브 형태로 되어 있다.
- 위치 : 경상남도 양산시 원동면 선리

## 접속하는 노선
- 국가지원지방도 제69호선 (배내로)